# Andrei Gerea
Andrei Dominic Gerea (Bukarest, 1968. szeptember 8. –) román mérnök, előbb liberális párti, ezt követően liberális reformpárti, majd szabadelvű párti politikus, Románia gazdasági (2013–2014), majd energiaügyi minisztere (2014–2015).

## Élete
1997-ben diplomázott a Bukaresti Közgazdaságtudományi Akadémia kibernetikai, statisztikai és gazdasági informatika szakán. 1987-ben a bukaresti Automatica vállalatnál dolgozott, majd a Felix Computers-nél (1988–1992). Egy évig kereskedelmi igazgatója volt a Van Soestbergen Kft.-nek, 1993 és 1997 között az Industrialexport piackutatója volt. 1997 után az Eximbanknál, az Emporiki Banknál, az Alpha Banknál és a Tiriac Bank piteşti-i fiókegységénél dolgozott.
A Nemzeti Liberális Pártnak (PNL) 1990 februárja óta volt tagja, egészen 2014 júniusáig, ekkor a Călin Popescu-Tăriceanu által újonnan létrehívott Liberális Reform Pártjának (PLR) lett a tagja. A liberális pártban több funkciót is betöltött, köztük a párt Argeș megyei szervezetének alelnöki tisztét (2002–2008). 1996 és 2004 között Bukarest 1. kerületének önkormányzati képviselője volt, majd 2004-től Argeș megye 3. számú választókerületének egyéni képviselője. 2008-ban és 2012-ben a PNL színeiben újraválasztották. 2015 júniusától – a PLR és a Konzervatív Párt (PC) fúziójából létrejött új szabadelvű párt – a Liberálisok és Demokraták Szövetsége (ALDE) elnevezésű párt tagjaként folytatta munkáját tovább.
2013 októberében vette át a gazdasági minisztérium irányítását, miután Varujan Vosganian korrupciógyanús ügyei miatt kénytelen volt lemondani. Rövid négy hónap elteltével hivatalától megvált, és helyét az energiaügyekért felelős tárca nélküli miniszter, Constantin Niță vette át.
2014 decemberében, Victor Ponta negyedszerre átalakított kabinetjében energiaügyi, kis- és közepes vállalkozásügyi minisztere lett. Alig egy évvel később, 2015. november 4-én a szociáldemokrata Ponta-kormány – a bukaresti Colectiv klubban történt halálos áldozatokat követelő diszkótűz miatt – az utcára vonuló tüntetők nyomására benyújtotta lemondását. Helyét átadta a Cioloș-féle technokrata kormány új miniszterének, Victor Grigorescunak (nov. 17.).